# ایتنس
ایتنز (به هلندی: Itens) یک منطقهٔ مسکونی در هلند است که در لیتنسرادیل واقع شده‌است. طبق سرشماری ژانویه ۲۰۱۷ ایتنز ۲۳۶ نفر جمعیت دارد.